# Dasysternum
Dasysternum là một chi bướm đêm thuộc họ Noctuidae.

## Loài
- Dasysternum tibetanum Staudinger, 1895